# Волошка східна
Воло́шка східна (Centaurea orientalis) — вид трав'янистих рослин родини Айстрові, поширений в Європі.

## Опис

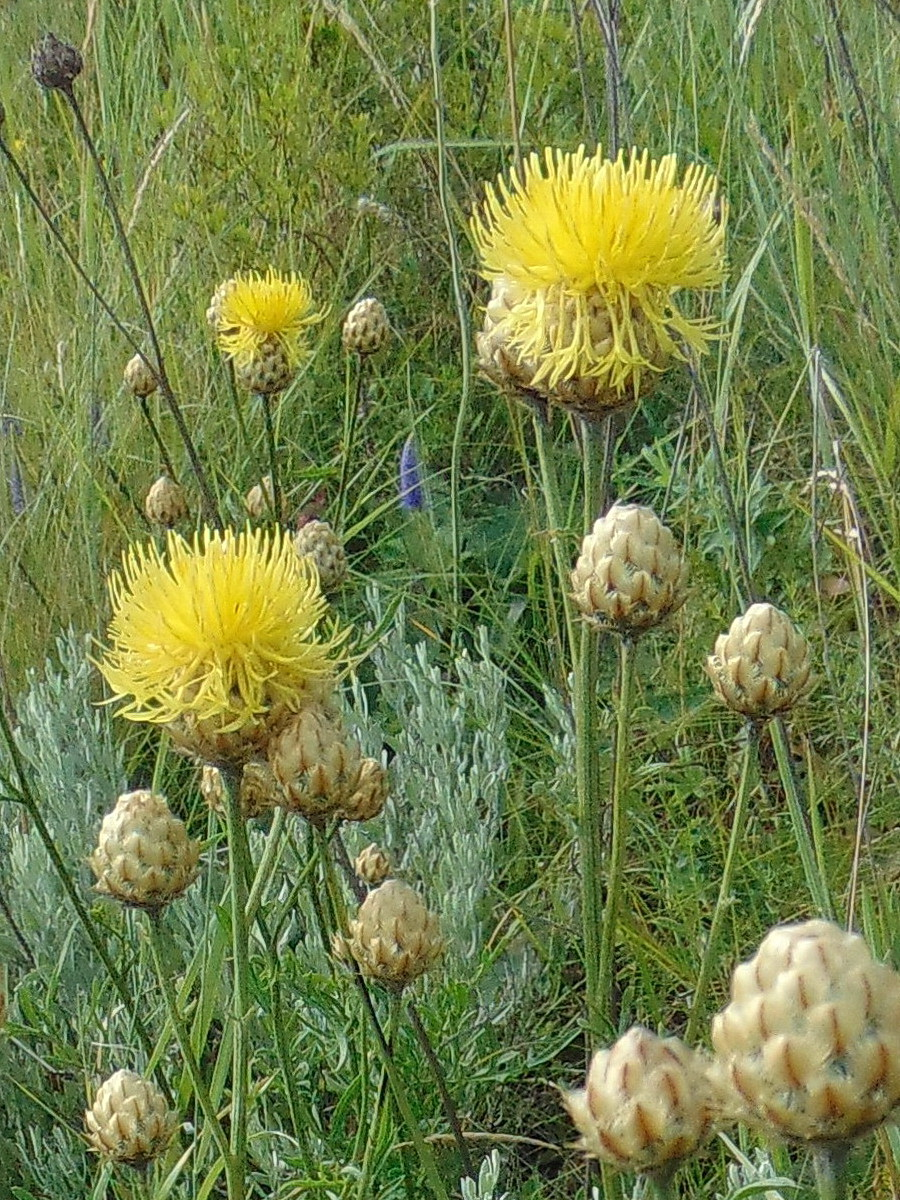

Багаторічна трав'яниста рослина з вертикальним, вгорі потовщеним і розгалуженим кореневищем, зелена, шорсткувата, вкрита коротким гоструватими горбочками, іноді з тонким павутинистим опушенням. Стебла поодинокі або нечисленні, 30—100 см заввишки, прямостоячі, трохи розгалужені, ребристо-борозенчасті, при основі вкриті рештками торішніх листків і тут помітно більш павутинисті. Листки, крім самих верхніх, на досить довгих черешках, перисто- або двоперистороздільні, іноді перистолопатеві, з довгастими або вузько лінійними, сидячими або до основи звуженими в коротенькі черешечки, цілокраїми або неправильно зубчастими, тупуватими лопатями з коротенькими вістрячками на кінці. Верхні листки сидячі, дуже зменшені, цілісні, цілокраї, на верхівці нерідко з довгастим перетинчастим придатком до 4 мм завдовжки.
Суцвіття — негустий волотевидно-щитковидний кошик. Обгортки майже кулясті (17)20—25(30)  мм завдовжки, (15)18—25 мм завширшки, голі; їх листочки блідо-зелені, цілком прикриті світло-жовтими або буруватими придатками. Придатки зовнішніх і середніх листочків, від широко ланцетних до майже округлих, по краю гребінчасто-торочкуваті, звичайно світліші від цілісної частини придатка; на верхівці придатки з міцнішими за бокові торочки колючками до 2—3 мм завдовжки. Придатки внутрішніх листочків дрібніші, майже округлі, по краю короткоторочкуваті або нерівно зубчасті, не верхівці без вістря. Квітки жовті, крайові — до 15 мм завдовжки, майже не збільшені. Плід  — розсіяноволосиста сім'янка, 3—4(5) см завдовжки; чубок до 4—5 мм завдовжки, бурувато-сірий.
Цвіте в червні — вересні. Запилення здійснюється за допомогою комах (ентомофілія). Поширення насіння відбувається переважно вітром (анемохорія).

## Поширення

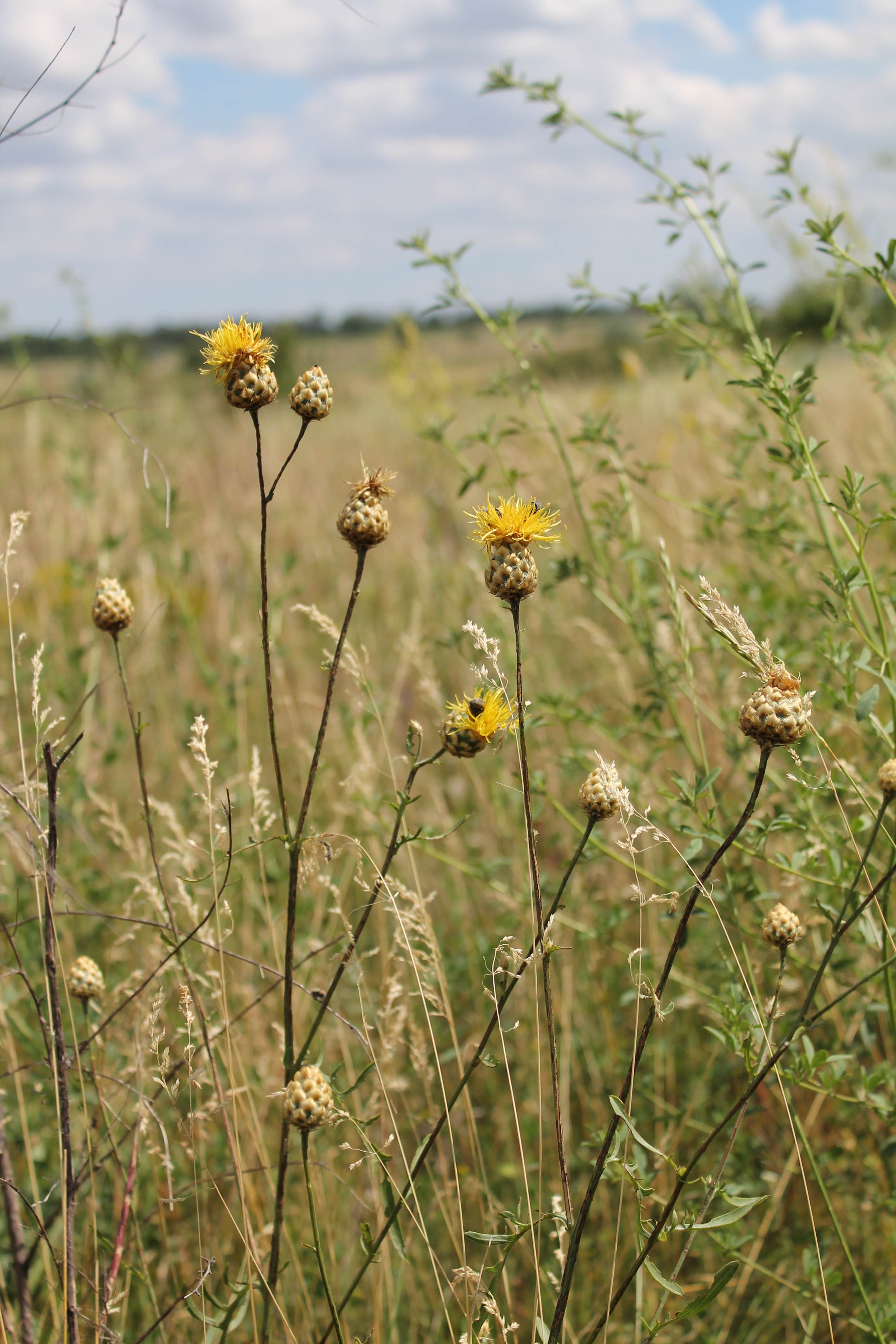
Дніпропетровська область. Криворіжжя

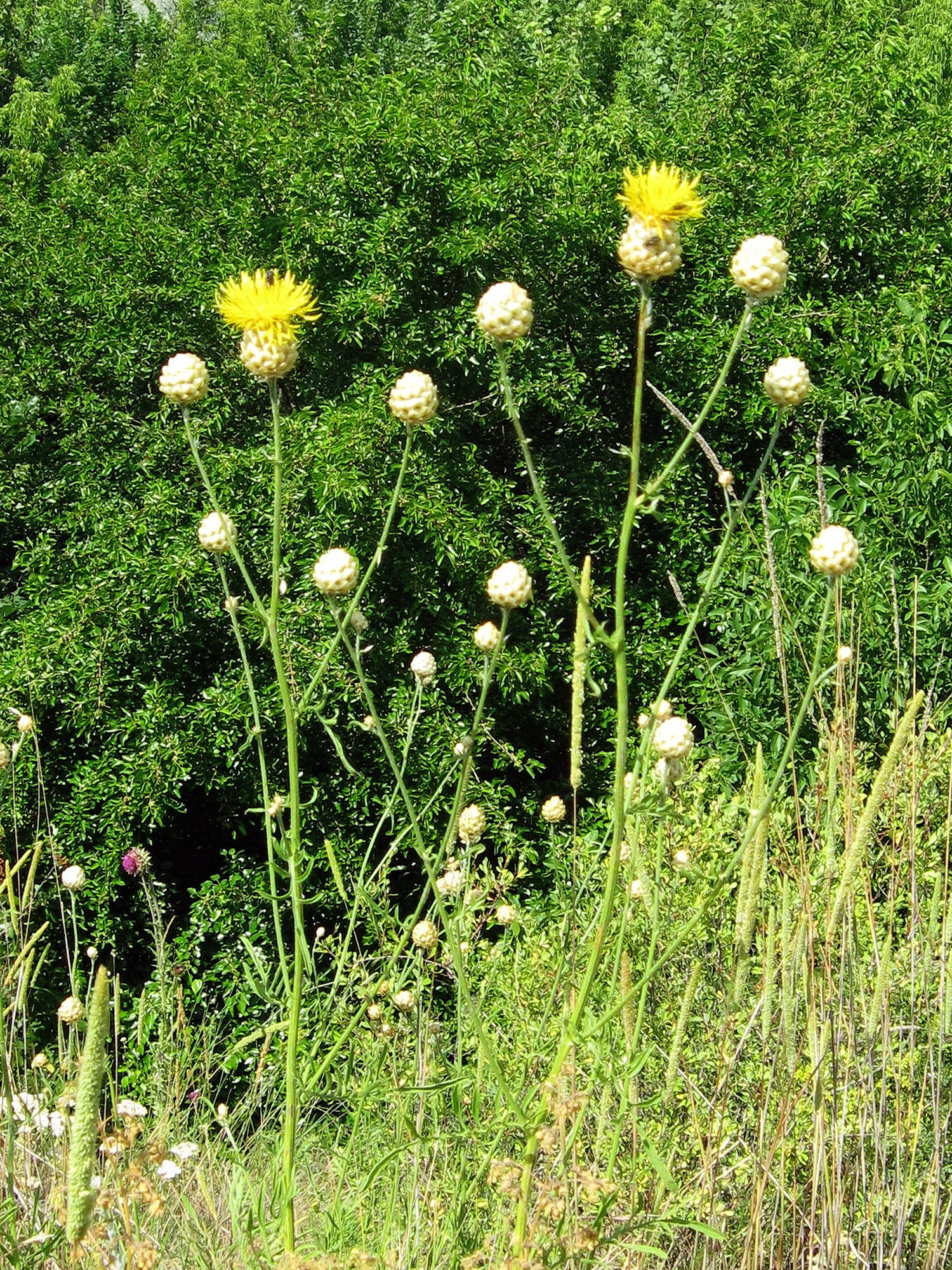
Запорізька область. Долина р.Верхня Хортиця

Загальний  ареал охоплює країни Південно-Східної та Східної Європи — Сербію, Македонію, Болгарію, Молдову, Україну, південь Російської Федерації.
В Україні вид поширений у Південному Лісостепу, степу до Гірського Криму включно, досить звичайно; на Південному узбережжі Криму тільки на околиці Карадагу.

## Екологія
Волошка східна — короткокореневищний трав'янистий багаторічник, за сезонним життєвим циклом належить до гемікриптофітів.
Рослина світлолюбна (сціогеліофіт), посухостійка (ксерофіт), відносно морозостійка (мезотерм; добре витримує ранньовесняні й пізньоосінні приморозки), відносно невибаглива до плодючості ґрунтів (мезотроф).
Є типовим мешканцем відкритих степових ландшафтів (степант). У межах ареалу, у тому числі в Україні, зростає в степах, на сухих кам'янистих і піщаних схилах.
В умовах Запорізької області зростає в петрофітному і різнотравно-типчаково-ковиловому степу.

## Охорона
В Україні вид перебуває під охороною — його занесено до переліків регіонально рідкісних рослин багатьох областей (Дніпропетровська, Запорізька, Полтавська, Тернопільська, Хмельницька).
Природні популяції скорочуються головним чином через руйнування місць зростання, рекреацію і збирання квітів на букети.
У Запорізькій області охороняється в Національному заповіднику «Хортиця» та ряді природно-заповідних об'єктів регіону.

## Практичне значення
Використовується в декоративному садівництві у відкритих, у тому числі кам'янистих, композиціях.

## Близькі види
Волошка східна легко утворює гібриди з близькими видами роду, зокрема з волошками скабіозоподіною (Centaurea scabiosa), салонікською (Centaurea salonitana) і несправжньоплямистою (Centaurea pseudomaculosa).